# 930 Pułk Piechoty (III Rzesza)
930 Pułk Piechoty (niem. Infanterie-Regiment 930, IR 930) – pułk piechoty niemieckiej okresu III Rzeszy.
Powstał 13 czerwca 1942 przez przemianowanie dotychczasowego 930 pułku strzelców krajowych (Landesschützen-Regiments 930 ). Pozostawał w podległości organizacyjnej 416 Dywizji Piechoty.
15 października tego samego roku przemianowany na 930 pułk grenadierów (Grenadier-Regiment 930 ).